# Thelphusula styx
Thelphusula styx is een krabbensoort uit de familie van de Gecarcinucidae. De wetenschappelijke naam van de soort is voor het eerst geldig gepubliceerd in 1989 door Ng.